# 被劫持的普洛塞庇娜
被劫持的普洛塞庇娜（ 義大利語：Ratto di Proserpina）是由意大利艺术家吉安·洛伦佐·贝尼尼于1621年至1622年间创作的大型巴洛克大理石雕塑群。完工时贝尼尼年仅23岁。 它描绘了普洛塞庇娜被冥王普路托抓住并被绑架到冥界的场景。  

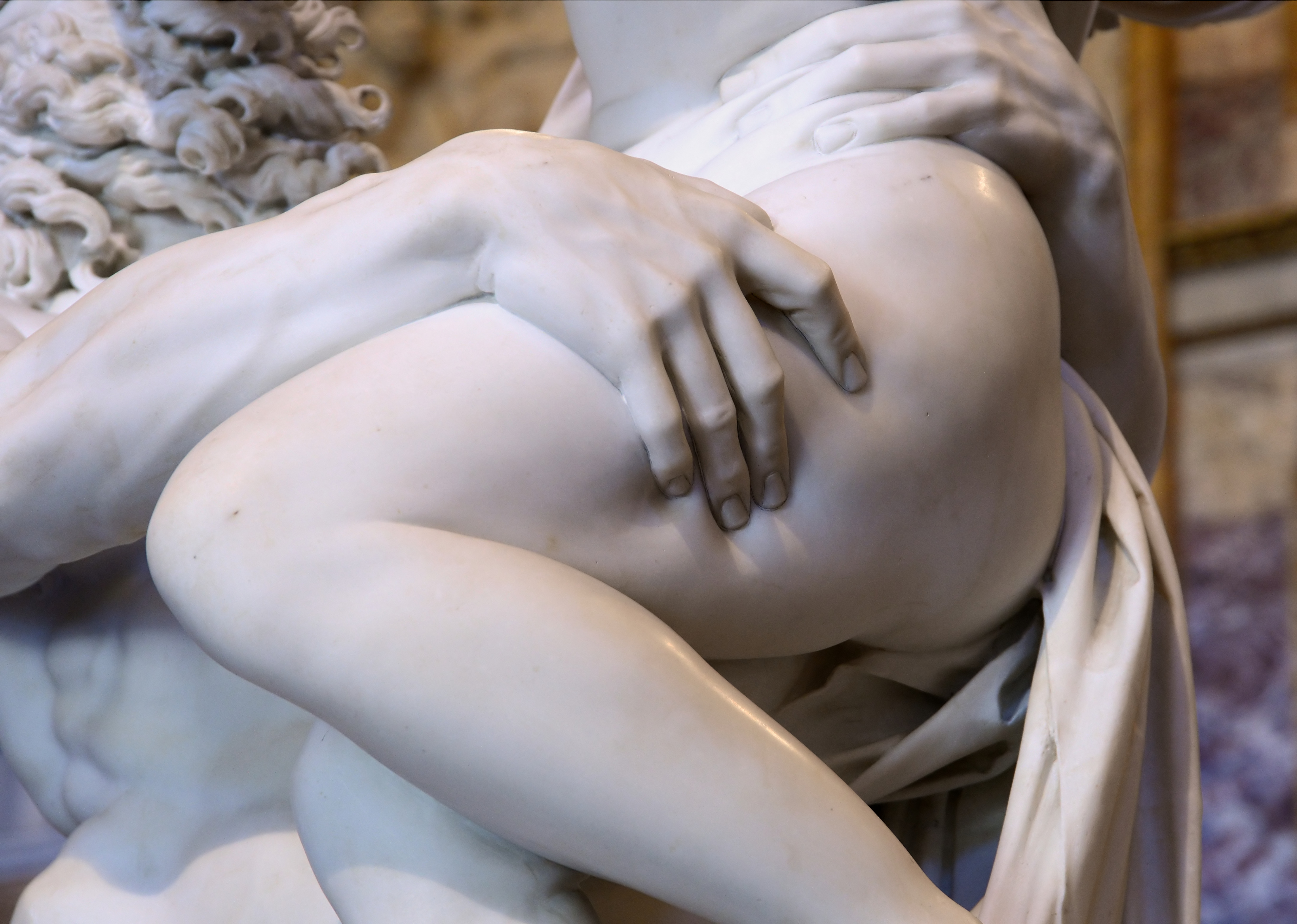
雕塑的细节

## 赞助人

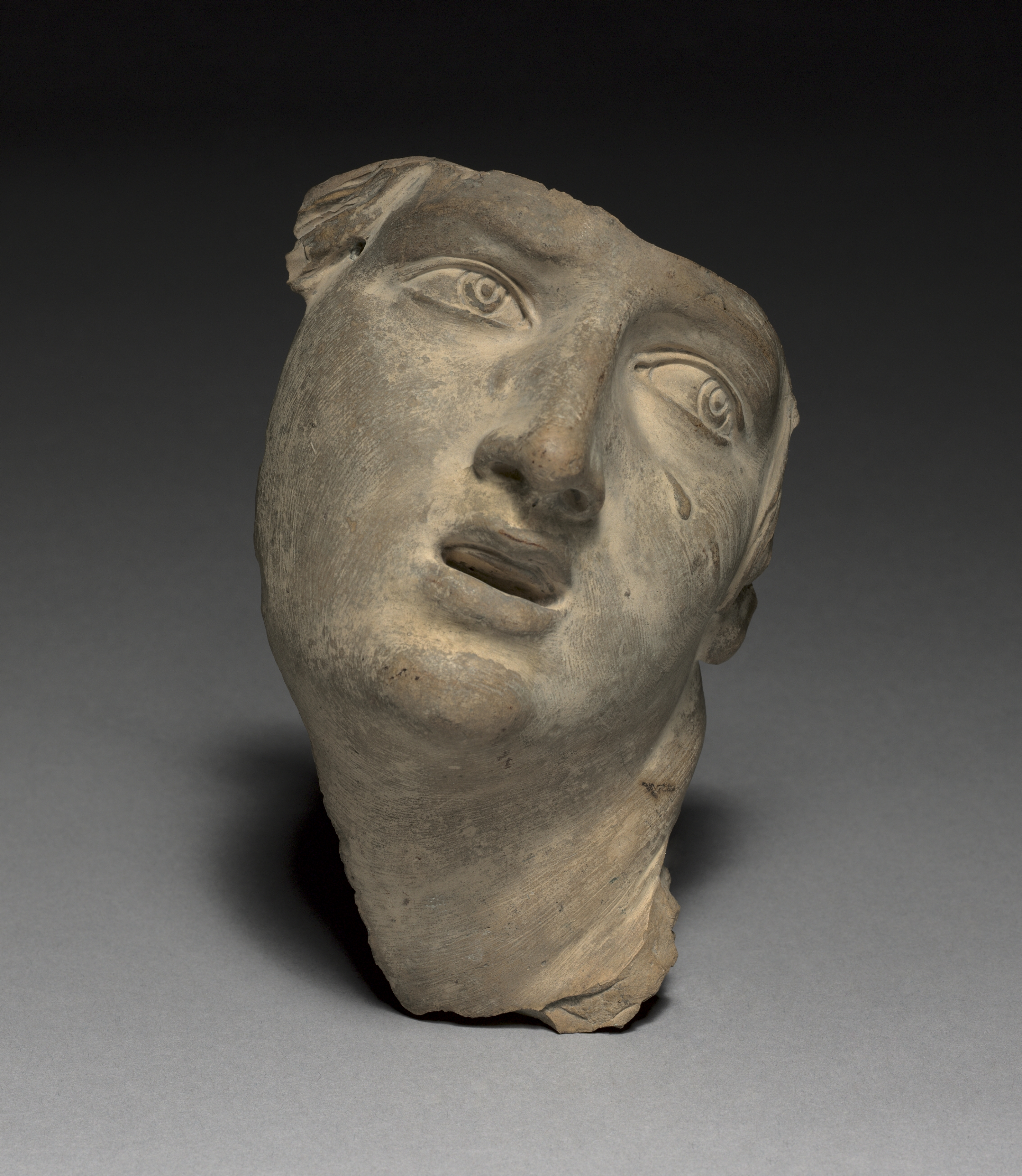
克利夫兰艺术博物馆Proserpina之头部

与贝尼尼许多早期作品一样，它是由希皮奧內·博爾蓋塞樞機委托创作的，可能是和西皮奥的叔叔教宗保祿五世（死于1621年）的肖像同期创作的。贝尼尼至少获得了三笔付款，价值至少为450 罗曼·斯库迪。该雕塑的创作始于1621年，并于1622年完成。 雕像完成后不久，Scipione在1622年将其交给了Ludovisi樞機，后者将其运送到了他的别墅。1908年由意大利政府出资，雕塑被迁回博尔盖塞别墅。 

## 作品评价
大多数评论家都迅速称赞了这个作品。 鲁道夫·维特科夫（Rudolf Wittkower）指出：“对这种抓捕的场景的再现取决于贝尼尼在接下来的一百五十年中新的，充满活力的构想”。  霍华德·希伯德（Howard Hibbard）提出了类似的评论，并指出贝尼尼通过雕刻坚硬的大理石所获得的现实效果，例如“皮肤的质地，头发的飞舞的绳索，珀斯塞弗内尔的眼泪以及最重要的是女孩的肉体”。  人们通常也提到事件描述故事的选择：普洛塞庇娜伸出手臂试图逃脱时，普路托的手环绕着普洛塞庇娜的腰部。  贝尼尼自己的儿子兼传记作家多梅尼科（Domenico）称其为“温柔与残酷的惊人对比”。 
但是，在18世纪和19世纪，当贝尼尼的名声低落时，批评家发现了这座雕像的缺点。 据称，十八世纪的法国游客杰罗姆·德拉兰德（Jerome de la Lande）写道：“普路托的后背骨折；他的身材臃肿，没有个性，表情高尚，轮廓不好；女性形象则更不佳。”  另一位法国游客到维多·卢多维西（Villa Ludovisi）也同样持批评态度，他说：“普路托的头部被刻画得低俗而艳丽；他的冠和胡须给他带来了可笑的气氛，而肌肉则被强烈地标记着，而且人物摆出了姿势。 这不是真正的神性，而是装饰性的神……” 
其他人则提到了该小组扭曲的contrapposto或figurag serpentinata姿势。 贝尼尼（Bernini）让人联想到矫饰主义 ，尤其是詹博洛尼亚（Giambologna ）的《强掳萨宾妇女》，但允许观者从一个单一的角度欣赏场景。 虽然其他视图提供了更多详细信息，但观者可以看到普洛塞庇娜的绝望和普路托笨拙地抓住她的企图。 这与詹博洛尼亚（Giambologna）的风格主义雕塑相反，后者要求观众在雕塑周围走来走去，以了解每个角色的表情。  

## 相关作品
- 克利夫兰艺术博物馆（Cleveland Art of Art）对Prosperina的头部进行了片段研究，长期以来一直认为它是贝尼尼（Bernini）的作品，但实际上可能是由一位相关画家创作的 。 [10]
- 1811年，俄罗斯雕塑家瓦西里·德穆特·马利诺夫斯基 （ Vasily Demut-Malinovsky）创作了雕塑，题为《绑架Proserpina》 。 该雕像目前在圣彼得堡 。
- 杰夫·昆斯 （ Jeff Koons ）的普路托和普罗塞皮纳 （ Pluto and Proserpina）是一个11英尺高的不锈钢雕塑，带有透明的彩色涂层和活花植物。 阿根廷开发商兼艺术收藏家爱德华多·科斯坦蒂尼（Eduardo Costantini）购置了这幅画 ，并将其放置在佛罗里达州巴尔港（Bal Harbour）的豪华海滨公寓的微风道中，计划于2016年竣工。 [11]
- Georg Franz Ebenhech的副本位于德国波茨坦的無憂宮公园

- 弗朗切斯科·安德烈奥里（Francesco Andreoli）的作品同名作品《被劫持的普洛塞庇娜》 （1818年），位于弗利的萨西·马西尼宫的庭院中。
- 副本位于英国白金汉郡的克莱夫登酒店。[ 需要引用 ][ 需要引用 ]

## 历史
第一次世界大战期间，该雕塑受到盒子和沙袋的保护，以防止损坏。 

### 引文
1. ↑  Avery 1997, p. 49
2. 1 2  Wittkower 1955, p. 235.
3. ↑  Wittkower 1955, p. 14.
4. 1 2  Hibbard 1990, p. 45.
5. ↑  Bernini 2011, p. 18.
6. ↑  Smith 2010, p. 238.
7. ↑  Taine, 1871, p. 205.
8. ↑  Hibbard 1990, p. 48.
9. ↑  . Smart History.   [2013-01-05]. （原始内容存档于2013-01-16）.
10. ↑  Anonymous. . Cleveland Museum of Art. 2018-10-31  [2019-01-27]. （原始内容存档于2019-01-28） （英语）.
11. ↑  Whelan, Robbie. . Wall Street Journal. 2013-09-25. （原始内容存档于2017-01-31）.
12. ↑  . Europeana.   [2013-04-19].

### 资料来源
- Avery, Charles. . London: Thames and Hudson. 1997. ISBN 9780500286333.
- Baldinucci, Filippo. . University Park: Pennsylvania State University Press. 2006 [1682]. ISBN 9780271730769.
- Bernini, Domenico. . University Park: Pennsylvania State University Press. 2011 [1713]. ISBN 9780271037486.
- Hawley, Henry. . The Bulletin of the Cleveland Museum of Art. April 1971, 58: 107–111. JSTOR 25152371.
- Mormando, Franco. . Chicago: University of Chicago Press. 2011. ISBN 9780226538525.
- Smith, Sir James Edward. . Nabu Press. 2010 [1793]. ISBN 978-1145289536.
- Taine, Hippolyte. . Leypoldt & Holt. 1871.
- Wittkower, Rudolf. . London: Phaidon Press. 1955. ISBN 9780801414305.